# 裏町人生
裏町人生（うらまちじんせい）は上原敏、結城道子による楽曲。作詞は島田磬也、作曲は阿部武雄。

## 概要
裏町人生の発売の2年前である1935年（昭和10年）10月にテイチクから発売された『さすらいの唄』という曲があった。ヒットしなかったこの曲を再利用し、新たに島田の書いた詩をつけて1937年（昭和12年）にポリドールからリリースされたものが本曲である。この歌は当時の暗い世相の中を生きる大衆の心をつかんで流行曲となったが、リリース後に非国民的歌謡曲としてレコード検閲に引っ掛かったことで発売禁止となる。作詞の島田は6月に出した湖底の故郷に続いて本曲が大ヒットとなったことでポリドール専属となった。
上原は太平洋戦争中にニューギニアで戦死したが、戦後もリバイバルソングとして親しまれている。

## カバー
- 水原弘（1960年）
- 石原裕次郎（1968年7月、テイチク創業35周年記念盤"石原裕次郎のすべて"[9]）

## その他
曲名である『裏町人生』は島田磬也が1978年（昭和53年）に出版した自伝のタイトルにも採用されている。